# 勒克萊爾主戰坦克
勒克萊爾坦克（又譯：雷克勒），非官方代号AMX-56，是法國国有军火商GIAT（现奈克斯特系統公司）所研製的主戰坦克，它在1993年起取代1960年代服役的AMX-30主力戰車。主要用戶是法國陸軍以及阿拉伯聯合大公國。
勒克萊爾的命名是為了紀念法國名將菲利浦·勒克萊爾元帥，他在解放巴黎時是進入巴黎的自由法國第二裝甲師師長。

## 發展沿革
1970年代起，法國陸軍的主力AMX-30戰車已經顯得老舊，而法國陸軍使用的數種戰車如AMX-13、AMX-30等戰車在設計上均以機動力為首要目標，並大幅犧牲裝甲厚度。然而，1980年代後，由於科技的大幅進步，當時先進的主力戰車如德國豹二、美國M1艾布蘭都能有效兼顧火力、機動力與防護力，免去了設計上痛苦的抉擇，火力上，使用大口徑主砲與先進射控系統；防護力則運用高科技複合裝甲，防護效能遠高於相同厚度的傳統鋼質裝甲並配備高功率發動機與優良的懸吊系統後，雖然火砲與裝甲的提升使重量大幅增加，但仍得以擁有出色的機動力。此外，隨著單兵反戰車武器在戰場上大量運用也使AMX-30這類「薄皮」戰車處境日趨艱困。
法國陸軍於是在1977年提出新坦克需求，稱為"EPC"（法文Engin Principal de Combat）進口戰車的提案，例如M1艾布蘭、豹2型坦克，或是梅卡瓦主戰坦克等,但是都被否決或延議。法國亦有與德國聯合研製新型戰車的提案，法國稱此新戰車研發案為拿破崙一世（Napoloon I），德國稱之為KPI-3。然後，此項研發案由於意見不合等種種因素於在1982年12月宣告撤銷（兩國在1950年代有合作開發戰車卻分道揚鑣的記錄，最後德法分別推出豹一與AMX-30）。
在這段期間內，法國地面武器工業集團（GIAT）也以AMX-30的基本架構推出AMX-32與AMX-40戰車，不過均未獲法國陸軍採用。德法聯合研發案告終後，法國決定自立發展新一代的戰車，計畫名稱為發動機導向戰鬥（Engin Principal de Combat，EPC），由GIAT集團承包研發工作，基本設計在1985年定案，1986年1月正式命名為勒克萊爾主力戰車（編號AMX-56），以紀念二戰時期首先率軍進入巴黎的法國陸軍名將菲利浦·勒克萊爾（Philippe Francois Marie Leclerc）元帥。第一輛勒克萊爾原型車在1989年年底推出並在隔年在聖多利舉行的歐洲陸軍展中首度公開展示。法國總共製造了6輛原型車進行各項測試，16輛預量產型則從1991年9月起陸續出廠。與豹二、M1相同，勒克萊爾也是一款能同時在火力、機動力與防護力都有出色表現的先進主力戰車，其思想較AMX-30的時代可說是截然不同。

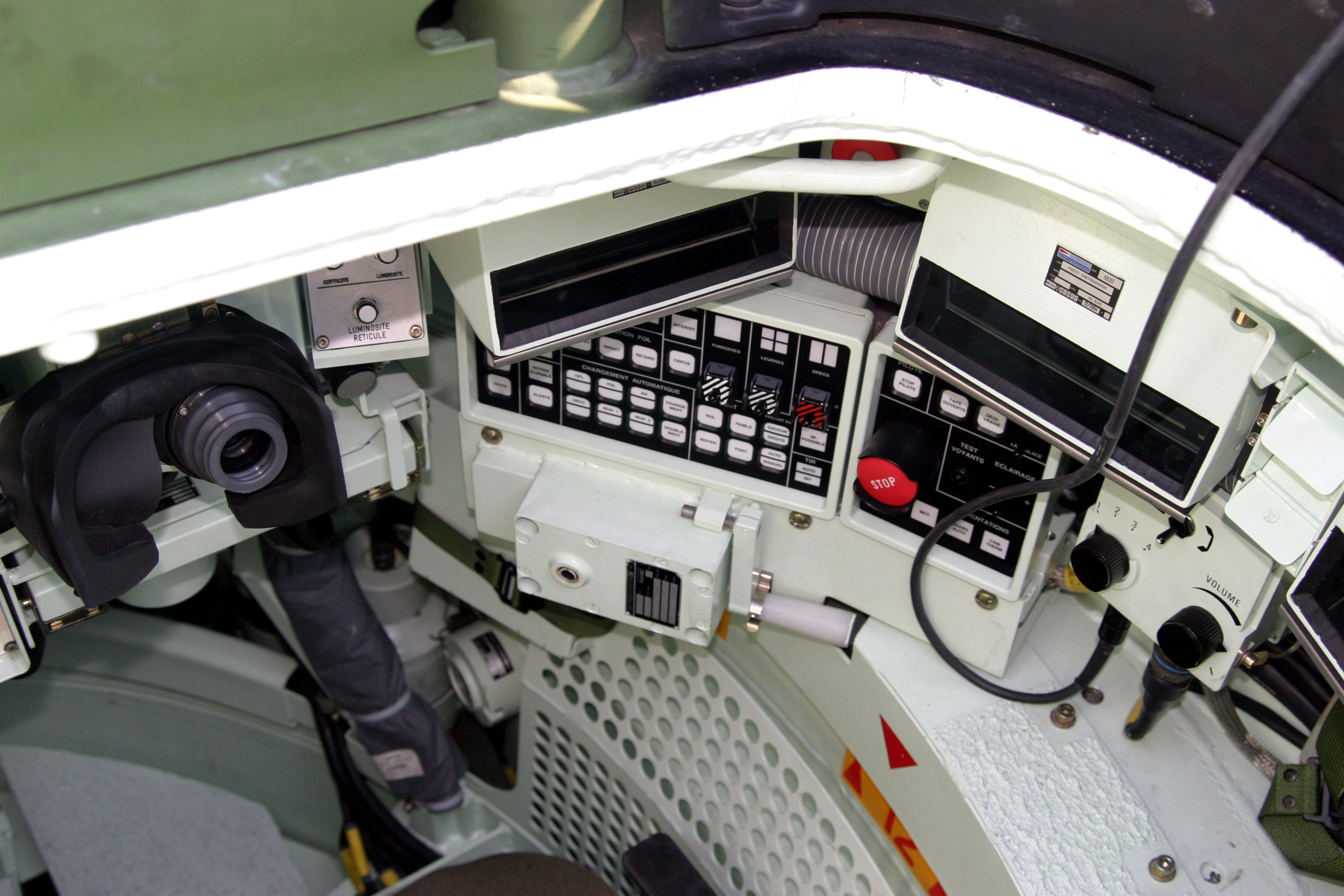
從車頂看入的砲手席

雖然勒克萊爾性能優良，但一輛高達1000萬美金的造價（至2016年已降低至400萬美金）令法國難以承受，對比同級的美國M1A2（單價620萬美金）、德國豹二A5/A6（單價570萬美金）與英國挑戰者2（單價860萬美金）等西方主力戰車，其高單價僅有日本陸上自衛隊90式戰車（推出時造價940萬美金）可以與之相比。冷戰結束後，法國國防預算大幅縮減，法軍開始對造價高昂的勒克萊爾砍單，法國陸軍最初計畫採購1400輛用以全面替換AMX-30，不過這個數量不斷縮水，最終跌至406輛（在1993年訂購354輛，2001年下半年為了維持勒克萊爾的生產線而追加52輛勒克萊爾Block 2+訂單，然而只有320輛為戰備車，其餘則為軍校教學用車或預備用車，以及20輛裝甲回收車型），比原先估計的需求量低很多，也無法全面汰換AMX-30，因此AMX-30仍持續服役迄今。
相對於其他西方戰車，勒克萊爾更注重主動防禦手段，藉此減低裝甲重量，以及增加機動性閃避炮火和取得有力射擊位置。2004年批次10生產完成，加裝了新資訊系統，可以和戰場上所有車輛分享敵我目標。這批96輛也稱為「第三系列」。

## 設計
勒克萊爾除了具備當代主力戰車必需的特質之外，更以大量應用現代精密科技著稱於世；法國宣稱勒克萊爾是目前全世界「唯一」的第四代戰車。由於設計之初便引用最新的科技與概念（尤其是緊湊的新型動力系統）勒克萊爾的體積相當緊致，長度比M1、豹二短了約1米，車高僅2.47米，節省的體積重量不僅僅是用在裝甲防護上，也預留了未來的提升空間，這是M1、豹二等較舊且龐大的車種無法達成的。減少體積使得被彈面積縮小，也讓勒克萊爾在擁有與M1A2同樣厚實的裝甲的情況下仍可維持54.5公噸左右的戰鬥重量，使戰車的機動力大幅提昇，降低戰略運輸與橋樑承載的負荷，而且各國原有的裝甲回收車幾乎都能拖動勒克萊爾，無需配合勒克萊爾換裝新型裝甲回收車，有效減低使用國換裝成本。

### 武器系統

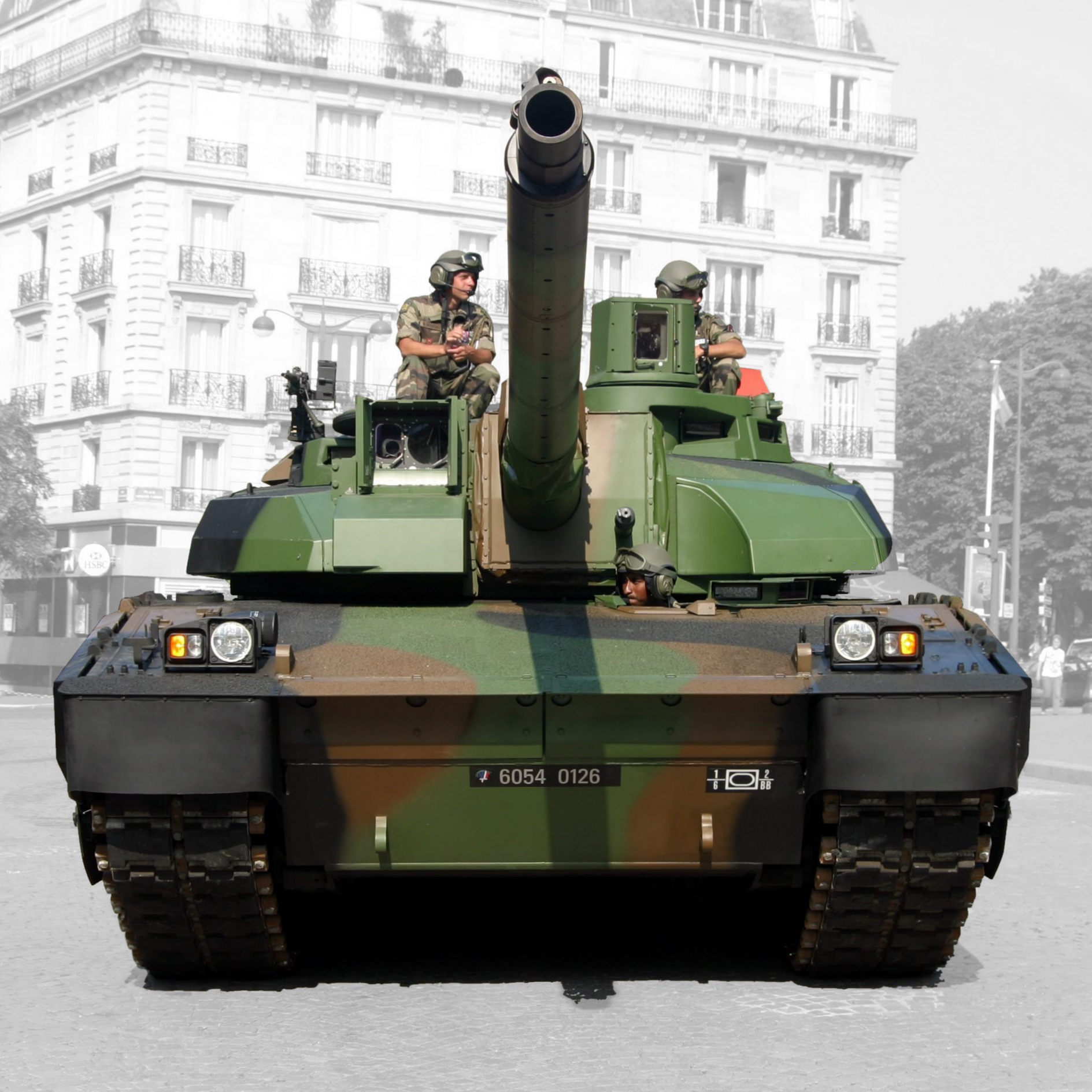
車長瞄準儀在圖中右邊，砲手瞄準儀在圖中左邊。

戰車炮是GIAT CN120-26 120毫米滑膛炮，可以和其他北約120mm戰車如德國豹2型坦克和美國M1艾布蘭共用彈藥，但是實際上配發的只有法國國產彈藥。炮管上有隔熱套筒，但沒有自動排煙器，這是因為法國坦克採用壓縮空氣吹除砲管的硝煙。砲塔設有自動裝彈機，以減少一名裝彈手的配置。設計上是先有自動裝彈機再圍著它建造炮塔，與其他戰車先有炮塔再放入裝彈機的設計不同，因此減少了很多問題，是因為有彈夾式的設計。裝彈機每分鐘可裝12發，機器內可搭載22發；勒克萊爾有五種彈藥可用，但是和其他裝彈機一樣不能在一輪射擊中更換彈種。
最普通的彈種有常見的鎢彈頭的尾翼穩定脫殼穿甲彈（APFSDS）和高爆反戰車彈（HEAT），有18發預備彈藥可以攜帶。另外勒克萊爾主戰坦克可以在時速50 km/h下開火攻擊4,000公尺外目標。
勒克萊爾戰車炮為52倍徑，長度比44倍徑，與同代其他戰車相比更長，也更有威力，使彈頭有更高砲口初速（近年來，更新型的德國和英國戰車皆採用55倍徑主砲，較勒克萊爾更具威力，美國則使用貧鈾穿甲彈彌補因炮管較短導致穿甲力不足的狀況）。勒克萊爾的主砲採用自動裝填系統，省略了裝填手，故全車僅需三名操作人員；自動裝填不僅減少了人力需求而使得戰車體積更加緊致，亦可有效提高主砲射速(達每分鐘12～15發，若遇故障則改由砲手人工裝填）。勒克萊爾使用的自動裝彈機不同於俄式戰車的旋轉式自動裝彈機，是砲塔尾艙平推式（Band Magazine）設計，不僅可靠性較佳，而且將彈艙置於砲塔尾端使乘員得到較佳的保護（例如能採用堅固的彈艙隔門、砲塔頂部加裝洩爆等設計）而不像俄式戰車的乘員坐在彈艙上面。此套自動裝填系統由微處理器控制，最多能使用六種不同的砲彈，由車長或砲手選擇彈種裝填發射；不同種類的砲彈分別擺放在特定彈位，裝填時系統依照選擇的彈種，將該彈種的彈位轉到提取位置並填入砲膛；裝填時砲管必須在固定的仰角，但若自動裝填系統故障，砲手仍能手動裝填彈藥；此外，戰鬥室與砲塔尾部彈藥艙之間設有強化防爆隔門，砲塔頂部彈藥艙上方則設有洩爆板；這套自動裝填系統所有的動作（彈帶輸彈、進彈等）都以電力伺服器驅動。裝填時，主砲會固定為1.8度的俯角，接著處理器控制驅動馬達轉動輸送帶，將指定的砲彈轉至中央出彈位置，再由推彈桿推入砲尾裝彈機中，裝填完畢後便回復原先的射角。勒克萊爾共搭載40枚主砲砲彈，其中各11枚位於自動裝彈機的儲彈帶上下兩層，另18枚則儲存於駕駛座右側的鼓狀彈艙內，當自動裝彈機耗盡後便由砲手手動取彈補充（自動裝彈機的補給門設於砲塔尾部）。副武裝則有一挺12.7mm 同軸機槍和遙控式7.62mm防空機槍小槍塔。
勒克萊爾使用FINDERS戰爭管理系統和ICONE TIS數位通訊系統，統整各車資訊和位置給更高層指揮官。數位火控系統可由砲手或車長控制，可以看到所有車上瞄準器和攝影機統整的即時畫面，包含砲手的SAVAN 20瞄準器、Thales Optrosys公司研發的SAGEM駕駛日夜間OB-60監視系統。亦可以同時鎖定六個目標，其效能非常接近英國挑戰者2戰車。

### 裝甲防護
勒克萊爾裝有GIAT公司Galix戰鬥載具防禦系統，可以發射煙霧彈和紅外線干擾彈，或是反人員榴彈。裝甲採用模組化設計，砲塔和外殼是用焊接鋼板外掛的複合裝甲，可以輕鬆升級或更換裝甲塊。法國陸軍的要求標準淘汰了70種專門防禦空心裝藥武器的複合裝甲，只好選擇自行研發一種多孔鋼板裝甲系統，防護力可以比得上早期豹2戰車。本車投產的90年代初期裝甲算是西方戰車中最厚的，幾乎所有設計都被壓到最緊以裝上最大極限裝甲。然而整個90年代中戰車的裝甲趨勢一直增厚，例如外銷市場上的主要對手豹2A5，就預留了擴充裝甲的空間。而且德國豹2A4和英國挑戰者2式戰車都使用鈦鎢合金裝甲塊，迫使勒克萊爾在2001年，批次10終於加上了NERA反應裝甲以彌補裝甲的不足。

### 動力系統
Wärtsilä（ex SACM）V8X-1500的八汽缸柴油引擎提供1,500馬力，匹配SESM ESM 500自動變速裝置，內有五檔前進檔和2檔倒退檔。官方公佈路面極速72km/h，越野55km/h（有報告表示可以達到80km/h）。最大行動距離550km，外加油箱後可以到650km。渦輪是Turbomeca TM 307B 燃氣渦輪引擎，還有補助動力系統可以在引擎關閉時供電。
勒克萊爾的引擎採用橫置式配置，車身較短，每側只有六對路輪，較同樣1,500匹馬力的美國M1及德國豹二型少一對路輪，戰鬥重量僅56噸，是同時期歐洲重量最輕的主力戰車之一（僅次於俄國T-80及T-90坦克），有極高動力重量比（每噸27匹）也是加速最快戰車（0到32km/h僅5秒）。引擎排氣管在左後方，可以減少熱訊號；引擎有五個前進檔和兩個後退檔；外掛裝甲的油箱可以裝載1,300公升燃料，還能加裝兩具200公升油箱在砲塔後方，但是因為後者會阻擋砲塔轉動，在戰鬥時必須拋棄。
齒輪箱裝有緊急煞車裝置可以達到7m/s²（0.7G）煞車率。但是成員必須綁上安全帶才能使用該裝置，因為反作用力極大。

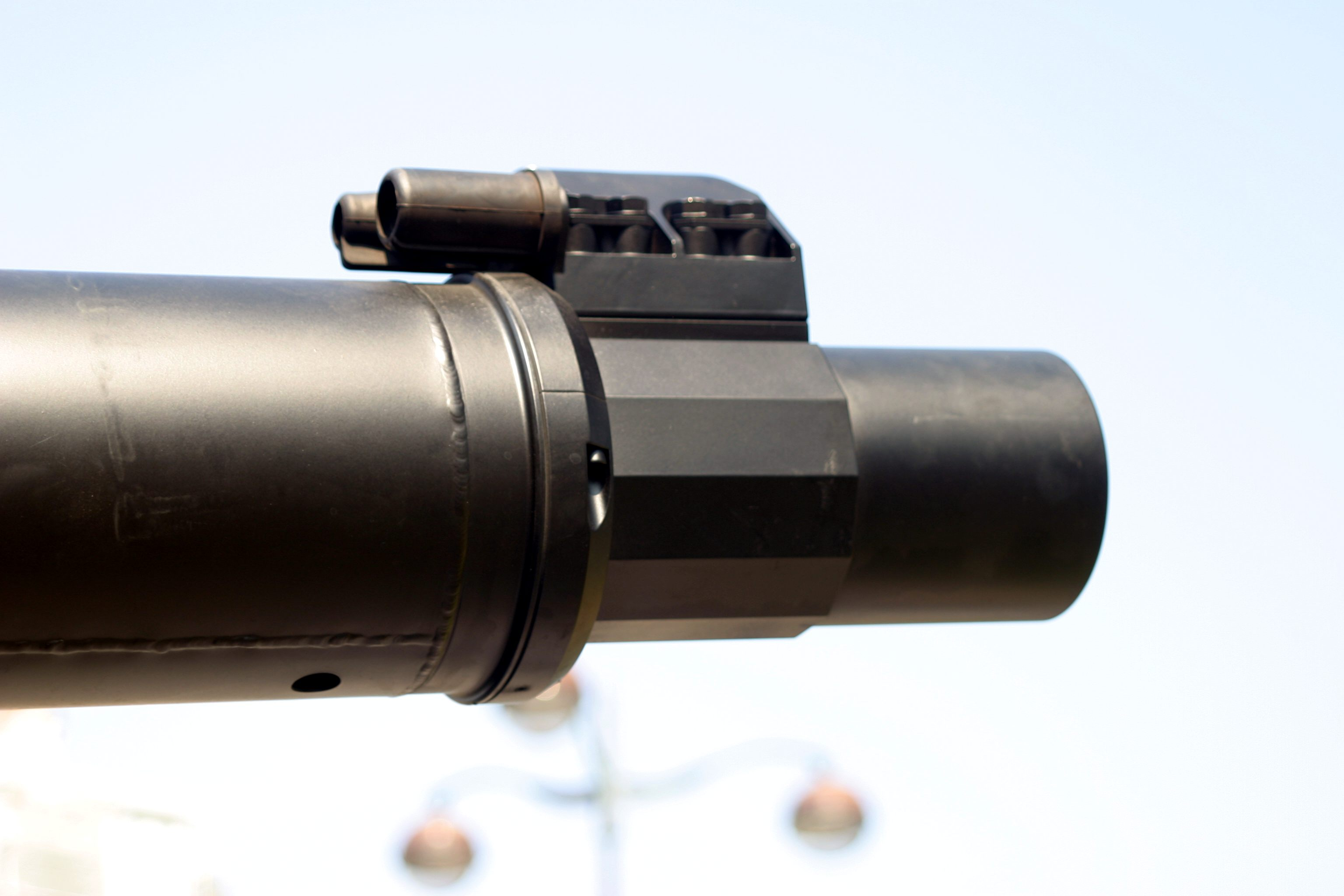
砲口型態

## 戰鬥經驗
第一台服役於1992年，因趕不上1991年波斯灣戰爭，所以並未參加初期戰爭。
為了應付“低強度衝突”，15台勒克萊爾部署往科索沃進行聯合國維和行動，實戰表現讓法國審核官滿意。
目前13台勒克萊爾部署在黎巴嫩南部執行聯合國維和行動。

## 延生型

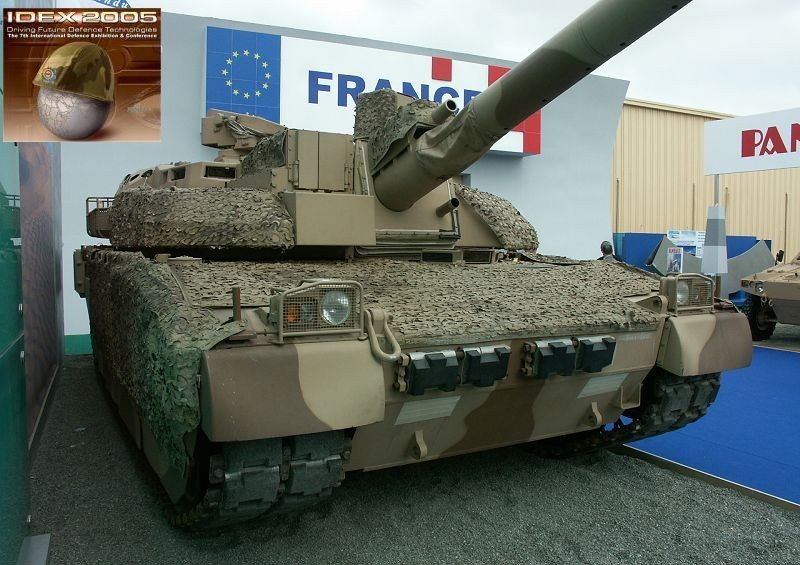
阿拉伯聯合酋長國使用勒克萊爾。

- Leclerc AZUR: Action en Zone Urbaine，“都市戰強化版”
- Leclerc EPG: Engin Principal du Génie，“工程車”：裝甲工程車
- Leclerc DNG: Dépanneur Nouvelle Génération：坦克維修車
- Leclerc MARS: Moyen Adapté de Remorquage Spécifique：坦克拖吊車

- Leclerc EAU: "Tropicalised"阿拉伯聯合酋長國版本；改變如下：
  - 歐洲動力套件內建MTU 883，1,100kW動力柴油引擎。阿拉伯聯合酋長國屬意德國（MTU）公司的引擎，發電比法國製UDV 8X（1,500馬力）發電機更好，但離合器有些許問題。
  - 外掛輔助動力套件
  - 遙控式7.62 mm機槍，可在車內操縱
  - 全自動砲塔和駕駛訓練演習系統
  - 以引擎驅動的機械式空調，不使用電力冷卻的空調可以避免暴露戰車位置

## 服役
法國：截至2020年，222輛服役中，184輛在庫。
- 2007年，354輛勒克萊爾生產完畢，其中320輛編成四個團，每團80輛，編制於：
  - 第1到第11裝甲騎兵團，駐紮於法國南部普羅旺斯卡努地區，屬於第3機械化旅。
  - 第6到第12裝甲騎兵團，駐紮於奧爾良，屬於第2裝甲旅。
  - 第1到2追擊團，駐紮於凡爾登，屬於第7裝甲旅。
  - 第501到第503戰車團，駐紮於大穆爾默隆，屬於第1機械化旅。
  - 聯合國駐黎巴嫩臨時部隊[6]

 阿联酋 ：388輛 + 46輛装甲救济车 + 2輛教練車
 约旦：80輛

## 流行文化

### 电子游戏
- 于《战争雷霆》 中作为法国顶级坦克登场，目前可使用包含勒克莱尔第一生产批次,第二生产批次以及第三批次在内的型号加入战斗。
- 《装甲战争》中在军火商Francine De Laroche的战车线上登场。当前通过正常游玩游戏可获得7级主战坦克勒克莱尔原型车[8]、9级主战坦克勒克莱尔[9]以及10级主战坦克勒克莱尔T4[10]。通过充值或参与游戏中的活动，可以获得9级高级战车勒克莱尔T40[11]。

## 外部連結
- （法文） www.chars-francais.net（in French; numerous photographs, including interior）
- Leclerc program update
- （页面存档备份，存于）
- Detailed description of the Char Leclerc at www.kampfpanzer.de（English/German）
- Amx-56[永久]
- Army-Technology.com—Leclerc Main Battle Tank（页面存档备份，存于）
- GIAT—勒克萊爾的製造廠